# غنك
50°57′58″N 5°30′08″E / 50.966249172477°N 5.502096313592°E

غِنْك (بالإنجليزية: Genk)‏ مدينة تقع في بلجيكا . تبلغ عدد سكان المدينة 63,787 نسمة حسب إحصاء سنة 2006 بينما تبلغ مساحتها 87.85 كيلومتر مربع .

## معرض صور

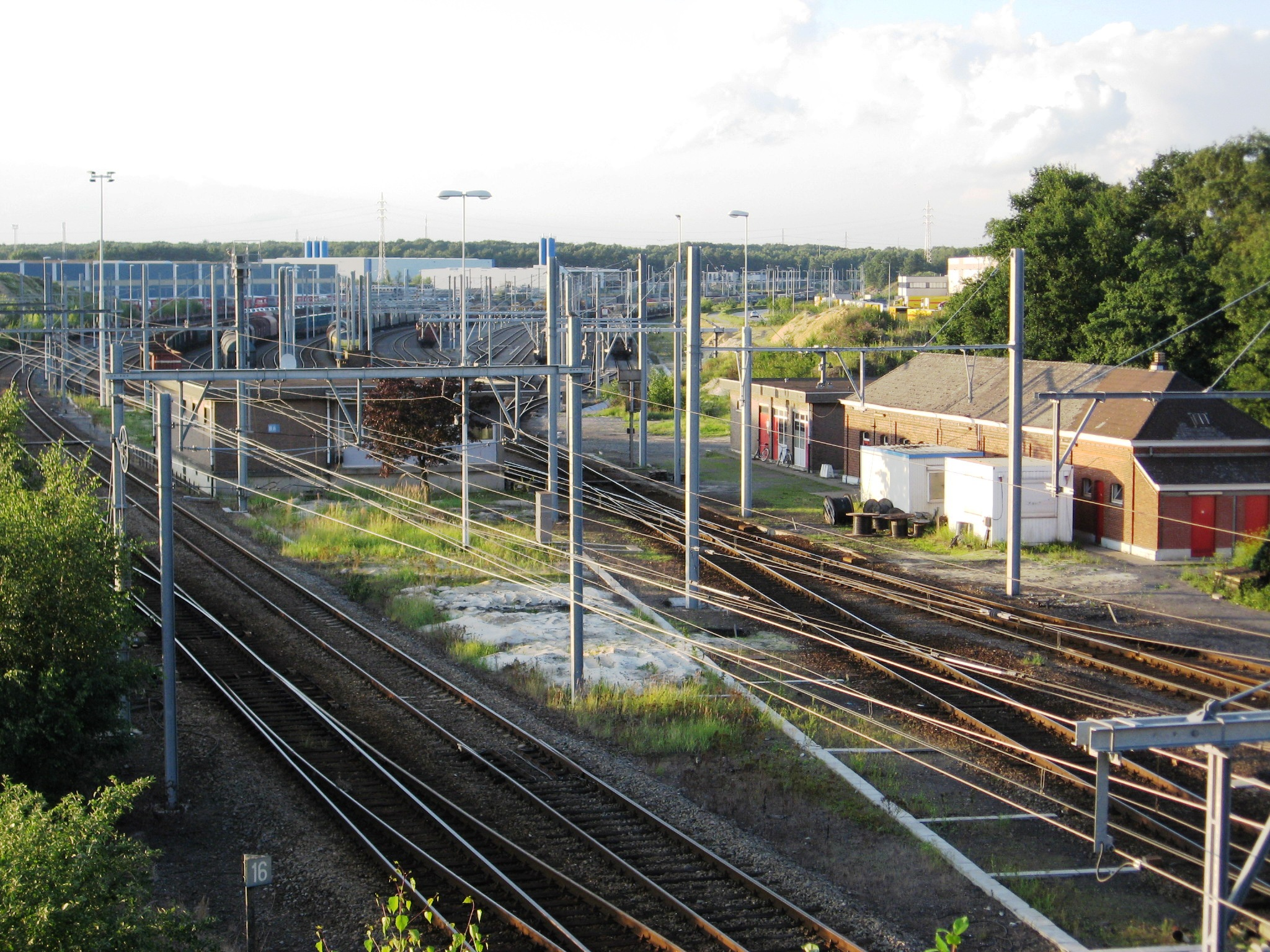
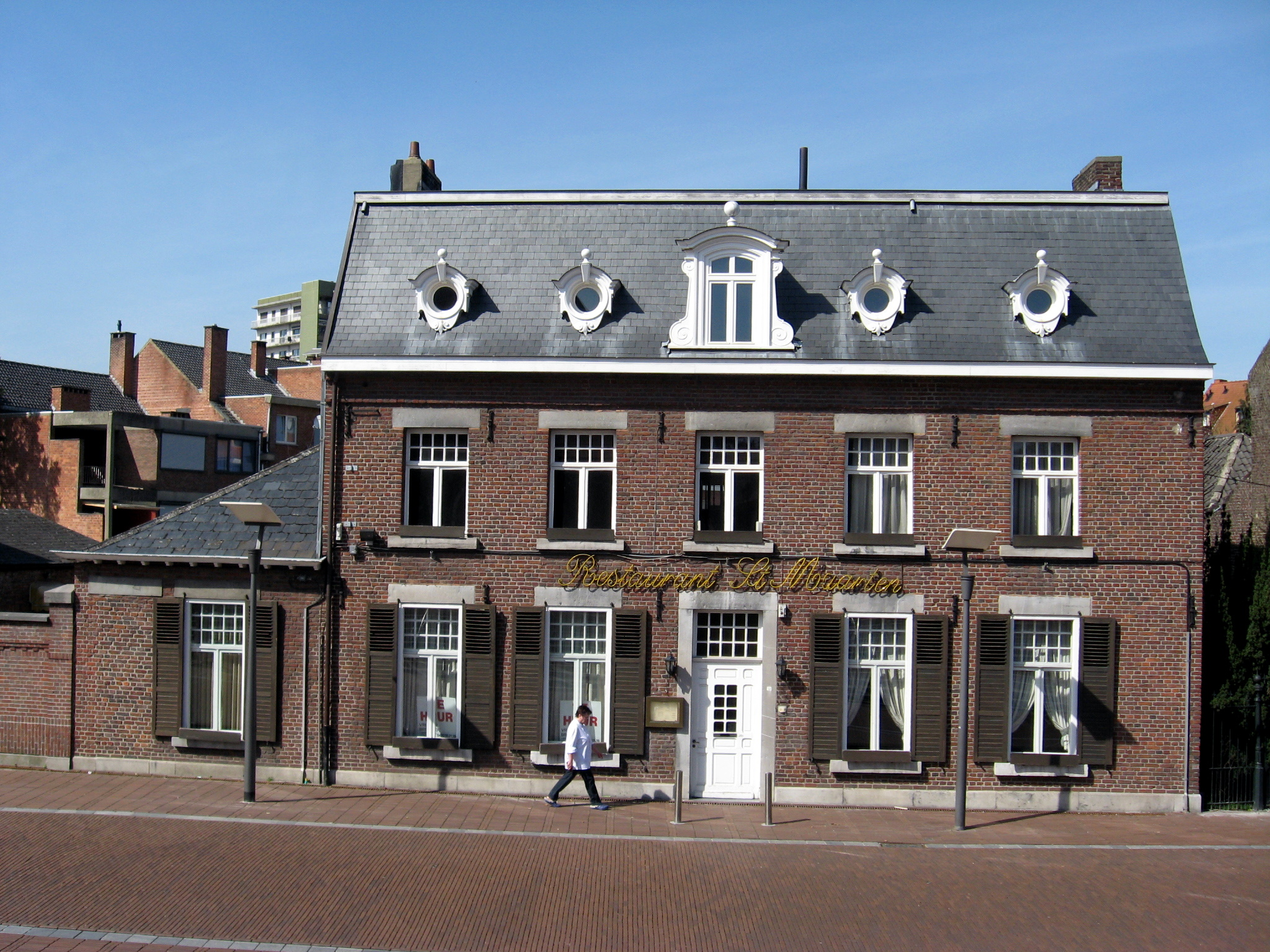
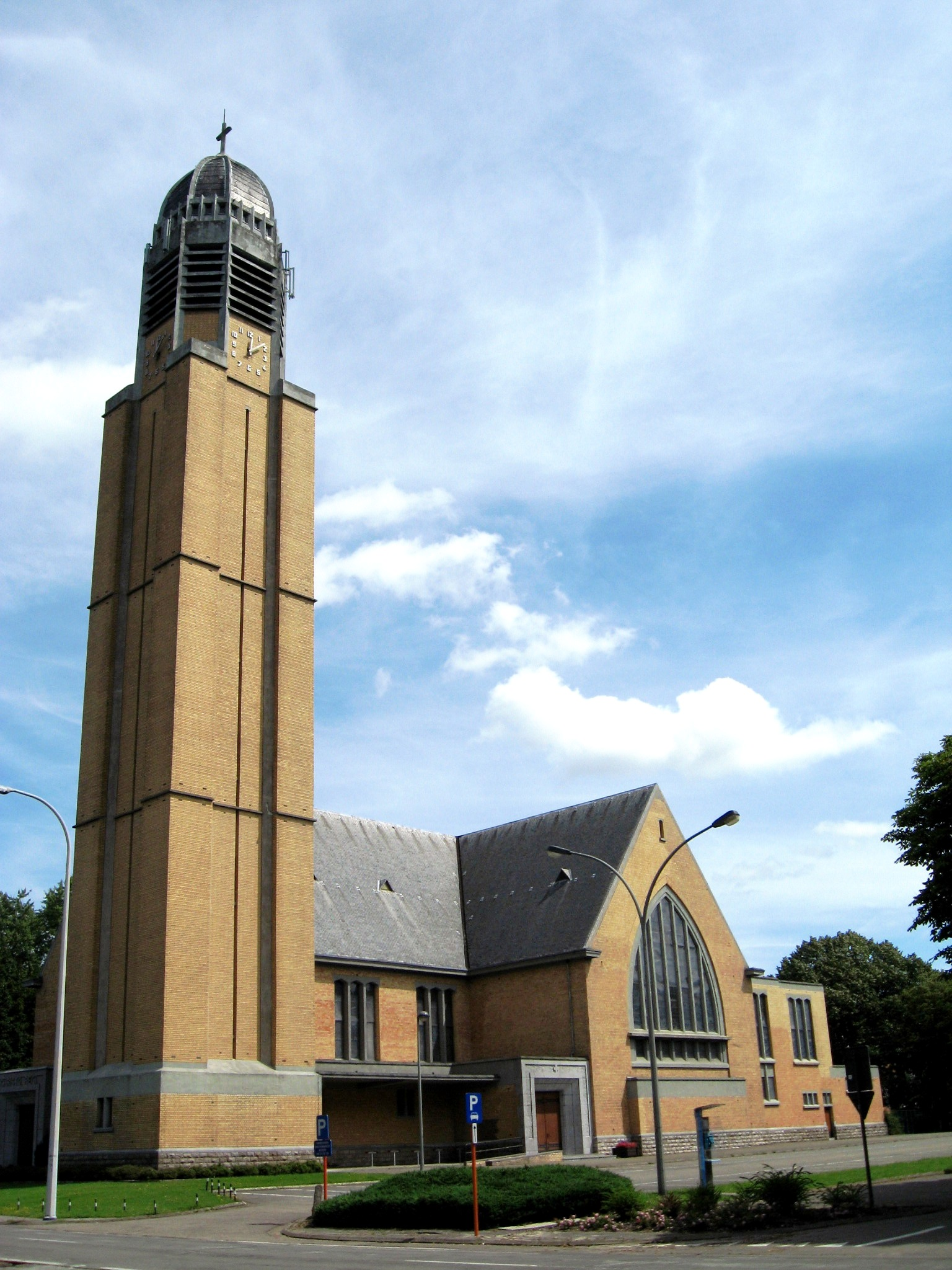
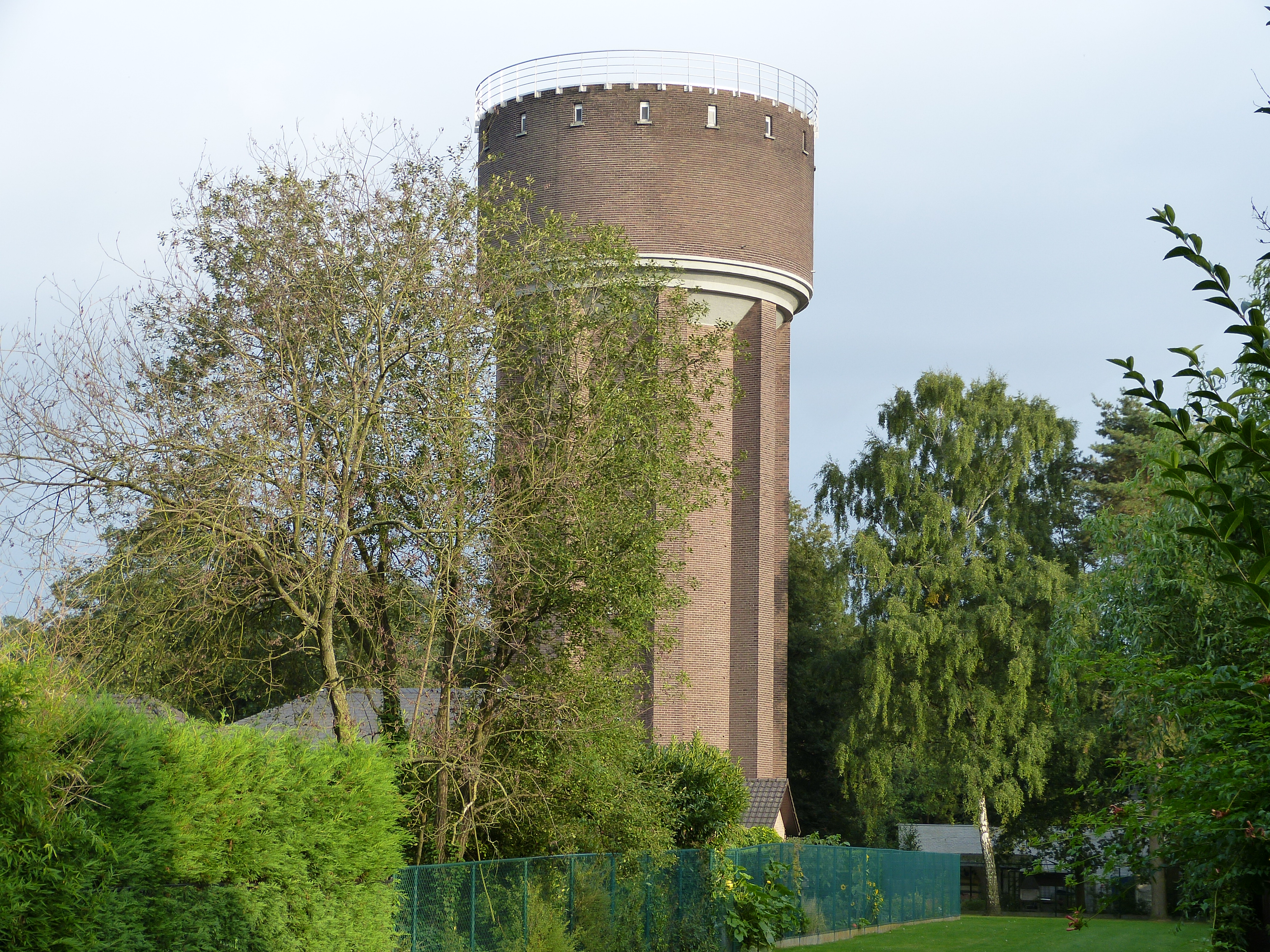
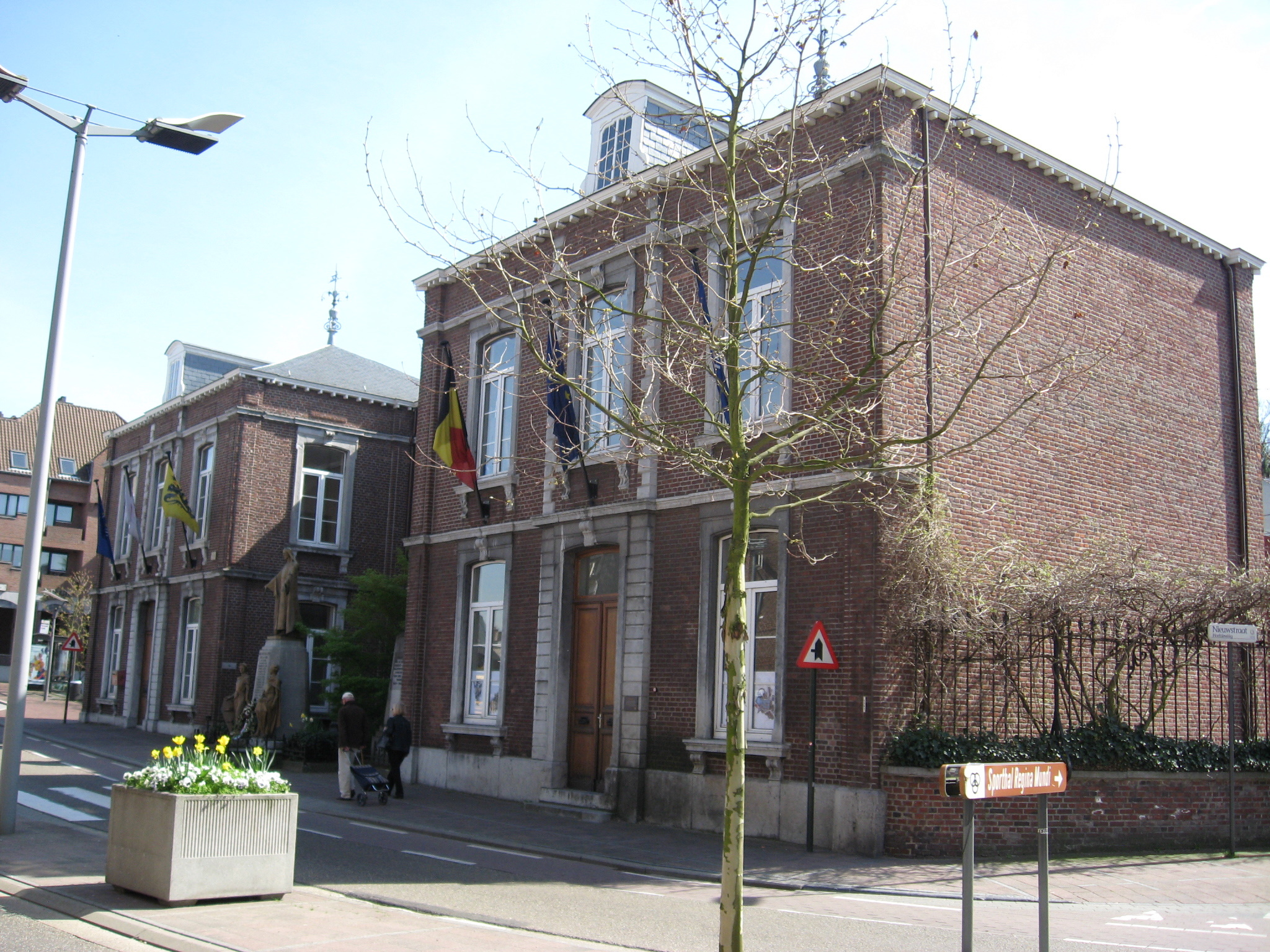

## توأمة
لغِنْك اتفاقيات توأمة مع كل من:
- ترويسدورف
- فرانسيستاون
- جيشن
- إسبرطة

## أعلام
- ثيو كوسترس
- كاريل جيريرتس
- روبن باميلمانس
- لياندرو تروسار
- ديرك ميدفيد